# République du Koweït
4 août 1990 – 28 août 1990
24 jours
Entités précédentes :
- Koweït

Entités suivantes :
- Irak (gouvernorat du Koweït et gouvernorat de Bassorah (district de Saddamiyat al-Mitla' (en)))

La république du Koweït était un État fantoche de courte durée formée le 4 août 1990 à la suite de l'invasion du Koweït par l'Irak baasiste au cours des premières étapes de la guerre du Golfe. Elle se termine le 28 août de la même année après avoir été annexée à l'Irak. Elle forme alors pour l'essentiel le gouvernorat du Koweït tandis que certaines parties septentrionales constituent le district de Saddamiyat al-Mitla' (en) rattaché au gouvernorat d'Al-Basra.